# جواز سفر تشيكوسلوفاكي
كان جواز السفر التشيكوسلوفاكي يصدر لمواطني تشيكوسلوفاكيا للسفر الدولي. منذ ان تفككت دولة تشيكوسلوفاكيا وأصبحت جمهورية التشيك وسلوفاكيا، أصبحت كل دولة تصدر جوازات سفر خاصة بها.

## إنظر أيضا
- جواز سفر تشيكي
- جواز سفر سلوفاكي

## روابط خارجية
- صور من جواز سفر تشيكوسلوفاكيا 1922
- صور من جواز سفر تشيكوسلوفاكيا 1928